# Privatplatzierung
Eine Privatplatzierung, auch englisch Private Placement und umgangssprachlich Placing, ist eine nicht öffentliche („private“) Emission von Vermögensgegenständen.

## Hintergründe
Privatplatzierungen finden immer unter Ausschluss einer Börse (öffentlicher Handelsplatz) statt, indem einige wenige Privatpersonen oder Institutionen direkt angesprochen werden. Privatplatzierungen entbinden teilweise von Publizitätspflichten wie dem Wertpapierprospekt bei Kapitalerhöhungen.
Meist müssen sich die potenziellen Käufer durch gesetzliche Mindestvorschriften qualifizieren, um am Verkauf teilnehmen zu können (Vermögensgrenze, entsprechende Risikogruppe nach WpHG); immer müssen die beteiligten Investoren jedoch über ein großes Vermögen verfügen, da Privatplatzierungen meist einen sehr hohen Preis pro Vermögensgegenstand haben (ggf. mehrere Millionen). Das Gegenteil bildet der öffentliche Vertrieb, für den es in der Regel einer Zulassung durch die Finanzaufsichtsbehörde (in Deutschland die BaFin) bedarf. Bei der Privatplatzierung werden Vermögensgegenstände an Kunden verkauft, zu denen bereits eine Kundenbeziehung besteht. Mit der Privatplatzierung können auch Regulierungen (Veröffentlichungspflichten, Prospektpflicht, Anlagebeschränkungen, Finanzberichte) umgangen werden.
Meist wird der Vermögensgegenstand vom Emittenten – eventuell auf dem Weg über eine Investmentbank – direkt an den Investor verkauft. Ein Zweitmarkt im Sinne einer Börse existiert meist nicht für privat platzierte Vermögensgegenstände.
Beispiele für privat platzierte Vermögensgegenstände sind:
- geschlossene Fonds
- Hedgefonds
- junge Aktien aus einer Kapitalerhöhung unter Ausschluss des Bezugsrechts
- Schuldscheindarlehen
- Das im größten Mistrade-Gerichtsprozess gehandelte Zertifikat, siehe Armin S.

## Situation in einzelnen Ländern
Die Ausgestaltung der Regeln für Privatplatzierungen ist von Land zu Land verschieden.

### Deutschland
In Deutschland muss neben einer bereits bestehenden Kundenbeziehung (früherer Erwerb von Anlageprodukten) ein qualifiziertes Anlage- oder Vermögensberatungsverhältnis bestehen und der Kunde muss damit rechnen, unaufgefordert über weitere „interessante“ Anlageprodukte informiert zu werden.

### USA
In den USA ist das Private Placement durch die Börsenaufsichtsbehörde SEC reguliert. Die SEC-Regel 144A findet entsprechende Anwendung.